# 中華人民共和國香港特別行政區第十屆全國人民代表大會代表選舉
2002年香港特別行政區全國人民代表大會代表選舉，普遍簡稱為2002年港區全國人大代表選舉，是第10屆的港區全國人大代表的選舉，於2002年12月3日舉行。這次選舉有選舉候選人資格的人士（選舉會議）共有956人。

## 選民資格
- 有份選舉前一屆港區人大代表的人士
- 香港特別行政區居民中的中國人民政治協商會議第九屆全國委員會委員
- 選舉委員會裏的中國公民，但本人提出不願參加的除外
- 香港特別行政區行政長官（董建華）

參考資料： 

## 結果
36名港區人大代表順利選出，並於第十屆全國人民代表大會會期開始（2003年3月）起正式就任，取代以往的第九屆香港地區代表。
2002年11月29日舉行預選，確定正式候選人，共78名參選人獲提名。
《中華人民共和國香港特別行政區選舉第十屆全國人民代表大會代表的辦法》第十五條規定，提名的代表候選人名額如果超過應選名額二分之一差額比例，由選舉會議對所有的代表候選人進行預選，依照候選人得票多少的順序，確定得票較多的前五十四名候選人為正式代表候選人。
2002年12月3日上午舉行選舉會議第三次會議，進行正式選舉。從54名正式候選人中選出36名香港地區代表及一定數目的補充委員。
《選舉辦法》第十六條每一選票所選的人數，等於應選代表名額的有效，多於或者少於應選代表名額的作廢。因此，只有選擇了36名候選人的選票才算是有效選票。
共902人出席會議並投票，有效票數896票。

### 當選名單

#### 正任委員
| 排序 | 成員     | 得票 | 排序 | 成員   | 得票 |
| 1    | 范徐麗泰 | 859  | 19   | 溫嘉旋 | 694  |
| 2    | 王如登   | 853  | 20   | 曾憲梓 | 676  |
| 3    | 吳清輝   | 838  | 21   | 林廣兆 | 669  |
| 4    | 鄭耀棠   | 831  | 22   | 朱幼麟 | 646  |
| 5    | 譚惠珠   | 831  | 23   | 釋智慧 | 642  |
| 6    | 王英偉   | 825  | 24   | 李宗德 | 641  |
| 7    | 馬 力    | 818  | 25   | 劉佩瓊 | 613  |
| 8    | 楊耀忠   | 812  | 26   | 李澤添 | 610  |
| 9    | 王敏剛   | 810  | 27   | 李鵬飛 | 593  |
| 10   | 陳有慶   | 795  | 28   | 黃宜弘 | 584  |
| 11   | 鄔維庸   | 783  | 29   | 羅叔清 | 580  |
| 12   | 曾德成   | 767  | 30   | 黃國健 | 574  |
| 13   | 費 斐    | 748  | 31   | 薛鳳旋 | 554  |
| 14   | 袁 武    | 731  | 32   | 李連生 | 547  |
| 15   | 曹宏威   | 731  | 33   | 劉柔芬 | 540  |
| 16   | 葉國謙   | 725  | 34   | 吳亮星 | 539  |
| 17   | 馬逢國   | 700  | 35   | 簡福飴 | 539  |
| 18   | 吳康民   | 697  | 36   | 高寶齡 | 530  |

排序依照選票多少而定，排首位的是獲得最多票的候選人，如此類推。

#### 補充委員
補充委員是在此次選舉未當選的候選人中，得票數不少於選票總數三分之一的候選人才擁有資格進入此席位，若正任委員因故出缺，將由補充委員中得票最高的接任，如此類推。
| 排序 | 成員   | 得票 | 排序 | 成員   | 得票 |
| 1    | 梁秉中 | 520  | 9    | 盧重興 | 450  |
| 2    | 黃保欣 | 518  | 10   | 馮志堅 | 414  |
| 3    | 何鍾泰 | 515  | 11   | 許文博 | 353  |
| 4    | 黃玉山 | 498  | 12   | 高鑑泉 | 350  |
| 5    | 林順潮 | 484  | 13   | 倪少傑 | 341  |
| 6    | 楊孝華 | 467  | 14   | 王紹爾 | 338  |
| 7    | 馬豪輝 | 465  | 15   | 方津生 | 338  |
| 8    | 錢果豐 | 458  | 16   | 陳子鈞 | 311  |

排序依照選票多少而定，排首位的是獲得最多票的候選人，如此類推。

#### 其餘未能當選任何職位的候選人
| 排序 | 成員     | 得票 | 排序 | 成員   | 得票 |
| 1    | 歐陽成潮 | 271  | 2    | 林筱魯 | 242  |

排序依照選票多少而定，排首位的是獲得最多票的候選人，如此類推。